# Физички закони
Закон физике или закон науке је теоретска изјава ,,изведена из одређених чињеница које се примењују на дефинисану групу или скуп феномена изражену изјавом да посебан феномен долази уз посебне услове". Закони физике су углавном закључци базирани на поновљеним научним експериментима и запажањима током много година и који су прихваћени у научном друштву. Производња описа нашег окружења у облику закона је главни циљ науке. Ове називе не користе сви аутори на исти начин.
Разлика између природног закона у политички прихватљивом смислу и закона природе или закона физике у научном смислу је о модерности, где су оба назива извучена од грчке речи physis (преведено од латинске речи natura) што значи ,, природа".

## Дескрипција
Неколико основних одлика закона физике су откривени до сада. Физички закони су:
- Истинити, барем у њиховом кругу ваљаности. По дефиницији, није никад било понављајућих контрадикторних запажања.
- Универзални. Чини се да се они примењују свуда у универзуму.
- Једноставни. Они су типично приказани у облику једне математичке формуле.
- Апсолутни. Чини се да ништа у универзуму не утиче на њих.
- Стабилни. Још од њиховог открића нису се променили(иако су се можда приказали као апроксимација прецизнијег закона-погледај "Закони као апроксимације" доле).
- Омнипотентни. Све у универзуму се мора придржавати њих (по запажањима).
- Углавном конзервативне количине.
- Често су изрази постојеће хомогености (симетрије) простора и времена.
- Обично је теоретски поновљив у времену (ако је не-квантни), мада је и време само неповратно.

## Примери
Неки од познатијих закона природе могу се наћи у теорији класичне механике Исака Њутна представљене у његовој Philosophiae Naturalis Principia Mathematica, и у теорији релативности Алберта Ајнштајна. Други примери закона природе укључују Бојлов закон гасова, конзервационе законе, 4 закона термодинамике итд.

## Закони као дефиниције
Многи физички закони су математичко дефинисани(нпр.Други Њутнов закон F = dp⁄dt, или Релације неодређености, принцип најмањег дејства, Узрочност) Док ови научни закони објашњавају шта наша чула осећају, они су и даље емпиријски и тако нису "математички" закони.(Математички закони се могу доказати чистом математиком, а не научним експериментом.)

## Закони су последице математичких симетрија
Остали закони одражавају математичке симетрије које се налазе у Природи.(Пр. Паулиов принцип искључења одражава идентитет електрона, закони о одражавању хомогености простора и времена, Лоренцове трансформације рефлектују ротациону симетрију простора-времена). Закони се константно провјеравају експериментално на вишим и вишим степенима прецизности. Ово је један од главних циљева науке. Само зато што закони никад нису били предвиђени да се крше, не спречава њихово тестирање са повећаном тачношћу или новим врстама услова да би потврдили да ли они и даље држе или да ли се раскидају и шта се може открити у процесу.

## Закони као апроксимације
Неки закони су само апроксимације других општијих закона, и добре су апроксимације са ограниченим доменом применљивости. На пример Њутнова динамика (који се заснива на Галилејевим трансформацијама) је ограничење мале брзине посебне релативности(пошто је Галилеова трансформација спора апроксимација Лоренцовој трансформацији). Слично томе, Њутнов закон о гравитацији је ниска масовна апроксимација генералне релативности, и Колумбов закон је апроксимација квантне електродинамике на великим удаљеностима (у поређењу са опсегом слабих интеракција). У таквим случајевима је уобичајено користити једноставније, приближне верзије закона, уместо тачнијих општих закона. Увек је могуће да се закони поништавају или доказују да имају ограничења, уз поновљиве експерименталне доказе, ако се било каква поштују.
Успостављени закони су заиста били поништени у неким посебним случајевима, али нове формулације које су створене да објасне неслагања могу се рећи да генерализују, уместо да сруше оригинале. То значи да је утврђено да су неважећи закони само блиске апроксимације (погледајте доле), на које се морају додати други појмови или фактори како би се покрили претходно неоткривени - услови, нпр. врло велике или веома мале скале времена или простора, огромне брзине или масе итд. Дакле, уместо непромењеног знања, физички закони боље се посматрају као низ побољшања и прецизније генерализације.
Многи основни физички закони су математичке последице различитих симетрија простора, времена или других аспеката природе. Конкретно, Ноетерова теорема повезује неке законе о очувању са одређеним симетријама. На пример, очување енергије је посљедица симетрије смене симетрије времена (временски период се не разликује од било ког другог), док је очување момента последица симетрије (хомогености) простора (ниједно место у простору није посебно, или другачији од било ког другог). Неоткривеност свих честица сваког основног типа (рецимо, електрона или фотона) доводи до квантне статистике Дирака и Босеа, што за последицу доводи до Паулијевог принципа искључења за фермионе и у Босе-Ајнштајновој кондензацији за бозоне. Ротациона симетрија између временских и свемирских координатних оси (када се једна узима као имагинарна, друга као стварна) резултује Лоренцовим трансформацијама које за резултат имају посебну теорију релативности. Симетрија између инерцијалне и гравитационе масе резултује у општој теорији релативности.
Инверзни квадратни закон интеракција посредованих масним бозонима је математичка последица тродимензионалности простора.
Једна стратегија у потрази за најосновнијим законима природе је тражити најопштију математичку групу симетрије која се може применити на темељне интеракције.

## Историја
У поређењу са пре-модерним налазима узрочности, закони природе испуњавају улогу божанствене узрочности у једном погледу, а у другом као налази нпр. као Платонова теорија облика.
Запажања да постоје основне законитости у природи датирају из праисторијских]] времена, још од препознавања урок-последица веза је имплицитно признање да постоје закони природе. Препознавање ових законитости као независан научни закон per se, иако, је било лимитирано њиховим умотавањем анимизма, и атрибуцијом многих ефекта да немају спремне очигледне узроке као што су метеоролошки, астрономски и биолошки феномени до акција разних богова, духова, натприродних бића итд. Запажања и спекулације о природи у били везани присно за метафизику и моралност.
У Европи, систематско теоретизирање о науци (physis) почело је са раним грчким филозофима и научницима]] и наставило се хеленистичке и римске периоде освајања, током којег су времена интелектуалног утицаја римског закона повећано постала најважнија.
Формула "закона природе" први пут се појављује као "жива метафора" фаворизована од стране латинских песника Лукрециуса, Вергилија, Овидија, Манилијуса добија чврсто теоретско присуство у прозним разговорима Сенека и Плинија. Зашто римско порекло? По (историчар и класичар Дарин)Лехуоксовом приповешћу, идеја је била могућа од централне улоге кодификованог закона и форензичког аргумента у римском животу и култури.

А за Римљане...место пар изврсности где се етика, закон, природа, религија и политика преклапају је законски суд. Када читамо Сенекова
Питања природе и гледамо поново и поново како он користи стандарде доказа, процењивање сведока, аргументе и доказе, можемо да препознамо да читамо једног од највећих римских реторичара тог доба, потпуно задубљени у форензичке методе. И не само Сенека. Правни модели научне процене преокрену цело место и за пример докажу једнак интеграл Птолемејовом приласку верификације, где је уму дата улога судије, чулима откривање доказа и дијалектички разлог самог закона.

Прецизна формулација онога што је сад препознато као модерна и важећа изјава закона природе датира из 17. века у Европи, са почетком прецизне експериментације и развијања напредних форма математике. Током овог периода, природни филозофи, као што је Исак Њутн, у били утицани од стране религиозних погледа да је бог увео апсолутне, универзалне и непроменљиве законе физике. У 7. поглављу "Света", Рене Декарт описује природа као саму материју, непромењену а створену од стране Бога, према томе мења делове да се "приписују природи. Ове законе по којима се промене дешавају ја називам 'законима природе'." Модерне научне методе које добијају облик у овом времену (са [[Франсис Бејкон|Френцисом Бејконом и [[Галилео Галилеј|Галилеом) у циљу да потпуно одвоје науку од теологије, са најмањим спекулацијама о метафизици и етици. Природни закони у политичком смислу, смишљени као универзални (тако да су раздвојени од секташке религије и несреће тог места), су детаљно разрађени у овом времену (од Гротијуса, Спинозе и Хобоса, да поменемо само неке).

## Друга поља
Неке математичке теореме и аксиоми су повезани са законима јер пружају логичну основу емпиријским законима.
Примери других запажених феномена који су понекад описани као закони укључују Титиусов закон планетарних позиција, Зипфов закон лингвистике, Муров закон о технолошком напредовању. Многи од ових закона спадају у домет неугодне науке.
Остали закони су прагматични и опсервативни, као што је закон ненамерних посљедица. По аналогији, принципи у другим областима студија понекад се називају "закони". То укључује Окамову бритву као принцип филозофије и Паретов принцип економије .